# Duerne
Duerne – miejscowość i gmina we Francji, w regionie Owernia-Rodan-Alpy, w departamencie Rodan.
Według danych na rok 1990 gminę zamieszkiwały 604 osoby, a gęstość zaludnienia wynosiła 53 osób/km² (wśród 2880 gmin regionu Rodan-Alpy Duerne plasuje się na 1061. miejscu pod względem liczby ludności, natomiast pod względem powierzchni na miejscu 1020.).